# Heather Rene Smith
Heather Rene Smith (Salinas, California, 8 de enero de 1987) es una modelo estadounidense. 
Ella posó para la revista playboy y fue elegida como playmate del mes de febrero de 2007. En octubre y noviembre del 2006, también apareció en la edición del Playboy Lingerie y como Coed of the week en el Playboy Cyberclub. Fue conocida anteriormente como Heather Rene, y ya como playmate se le conoce como Heather Rene Smith.
Antes de aparecer en Playboy, Heather se dedicaba como modelo amateur sin desnudos donde tenía un sitio llamado Lovely Heather.
En la actualidad, Heather está estudiando criminología y psicología forense en el Sierra College.